# Народная полиция

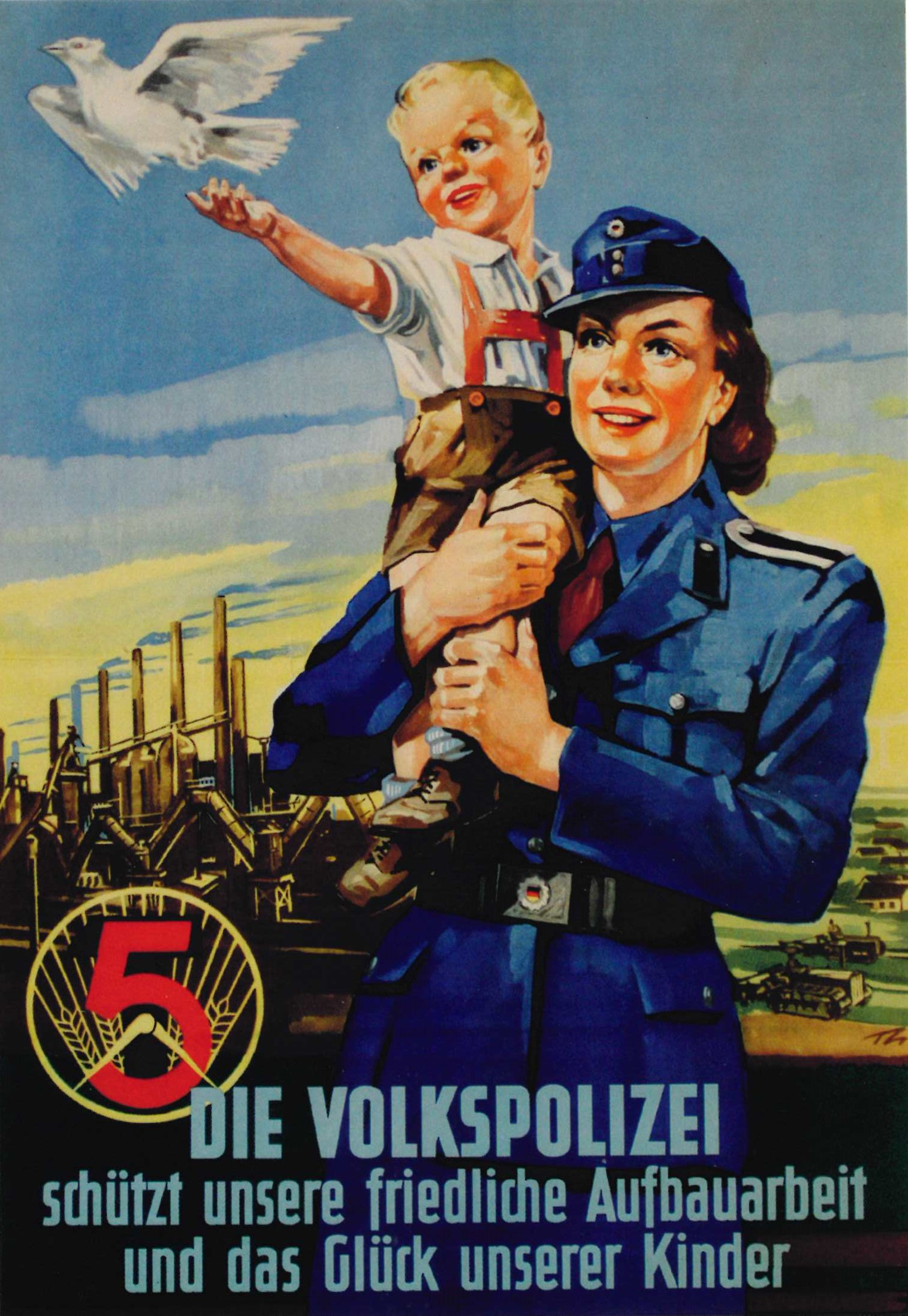
Плакат Народной полиции 1954 года

Наро́дная полиция (нем. Volkspolizei) — полицейская организация ГДР в 1952-1990 гг.

## История
Первое подразделение полиции для охраны общественного порядка было создано в Берлине 20 мая 1945 года под контролем со стороны советской военной администрации. 
В 1946 году были созданы министерства внутренних дел земель (которым перешли в подчинении земельные полицейские организации Саксонии, Тюрингии и Мекленбурга, а также были созданы земельные полицейские организации Бранденбурга и Саксонии-Анхальт) и Немецкое управление внутренних дел (Deutsche Verwaltung des Innern), а в 1949 году вместо него было создано Министерство внутренних дел ГДР. 
В 1952 году были упразднены министерства внутренних дел и полицейские организации земель, вместо них были созданы окружные управления Народной полиции, вместо полицай-президиумов - районные отделы Народной полиции, а в 1956 году была утверждена новая униформа для сотрудников народной полиции, в 1957 году были изменены звания. 
3 октября 1990 года Министерство внутренних дел ГДР прекратило существование, в октябре-декабре 1990 года после воссоздания министерств внутренних дел земель и земельных полицейских организаций Народная полиция прекратила существование. 
В отличие от Фольксармее, полицейским ГДР повезло гораздо больше, что было продиктовано вполне реальными обстоятельствами. Большинство из сотрудников сохранило свои звания и должности, но было переоснащено другими автомобилями и вооружением. Фактически полиция относится к той категории жителей бывшей ГДР, для которых объединение двух германских государств не принесло никакого ущерба и даже в какой-то мере облегчило и усовершенствовало службу, пересадив их на новые и современные автомобили известных марок мирового автомобилестроения.

## Организационная структура
Органами народной полиции в округах были окружные управления народной полиции (Bezirksbehörden der DVP), в районах — районные отделы народной полиции (Kreisämter der DVP). До 1952 года состояла из 5 земельных полицейских организаций — Полиции Мекленбург-Передней Померании (Polizei Mecklenburg-Vorpommern), Полиции Бранденбурга (Polizei Brandenburg), Полиции Саксонии-Анхальта (Polizei Sachsen-Anhalt), Тюрингской Полиции (Thüringer Polizei), Полиции Саксонии (Polizei Sachsen) и Полицейского управления Восточного Берлина (Polizeipraesidium Berlin), каждая из земельных полицейских организаций состояла из полицейских  управлений (Polizeipräsidium), полицейские управления из полицейских инспекций (Polizeiinspektion).
В состав Народной полиции ГДР входили:
- охранная полиции (нем. Hauptabteilung Schutzpolizei) — патрульная служба;
- криминальная полиция (нем. Hauptabteilung Kriminalpolizei) — уголовный розыск;
- транспортная полиция (нем. Hauptabteilung Transportpolizei) — создана в декабре 1946 года, отвечала за безопасность вокзалов и путей железной дороги;
- дорожная полиция (нем. Hauptabteilung Verkehrspolizei);
- водная полиция (нем. Wasserschutzpolizei);
- казарменная полиция (нем. Kasernierte Volkspolizei) — военизированные части МВД ГДР, в 1956 году на их основе была создана Национальная народная армия ГДР. После 1956 — выполняла функции отрядов полиции особого назначения (нем.  Volkspolizei-Bereitschaften) МВД ГДР, каждый из которых включал в себя две стрелковые роты (Schützenkompanie), одну механизированную роту (Mechanisierte Kompanie), одну артиллерийскую роту (Artilleriekompanie) и одну штабную роту (Stabskompanie). всего был 21 отряд (расположенные в Шверине, Штральзунде, Потсдаме, Магдебурге, Лейпциге, Галле, Эрфурте, Дрездене, Карл-Маркс-Штадте, Рудольштадте, Мейнингене, Нойштрелице, Айзензхюттенштадте, Котбусе и Басдорфе).
- пограничная полиция  — создана в ноябре 1946 года[1], в 1961 преобразована в пограничные войска ГДР.
- паспортно-визовая служба (нем. Hauptabteilung Pass- und Meldewesen)
- учебные заведения

## Звания

### В охранной полиции
Рядовой состав
- Кандидат (нем. Volkspolizei Anwärter / VP-Anwärter (OR-1))
- Полицайунтервахмистр (нем. VP-Unterwachtmeister (OR-2))
- Вахмистр (нем. VP-Wachtmeister (OR-3))

Унтер-офицерский состав
- Обервахмистр (нем. Volkspolizei Oberwachtmeister / VP-Oberwachtmeister (OR-5))
- Гауптвахмистр (нем. VP-Hauptwachtmeister (OR-6))
- Полицаймейстер (нем. VP-Meister (OR-7))
- Полицайобермейстер (нем. VP-Obermeister (OR-8))[2]

Oфицерский состав
- Полицайунтеркомиссар (Polizeiunterkommissar)
- Полицайкомиссар (Polizeikommissar)
- Полицайоберкомиссар (Polizeioberkommissar)
- Полицайгаупткомиссар (Polizeihauptkommissar)
- Полицайрат (Polizeirat)
- Полицайоберрат (Polizeioberrat)
- Полицайдиректор (Polizeidirektor)

### В уголовной полиции
- Кандидат (Kriminalanwärter)
- Криминальунтерассистент (Kriminalunterassistent)
- Криминальассистент (Kriminalassistent)
- Криминальоберассистент (Kriminaloberassistent)
- Криминальгауптассистент (Kriminalhauptassistent)
- Криминальсекретарь (Kriminalsekretär)
- Криминальоберсекретарь (Kriminalobersekretär)
- Криминальунтеркомиссар (Kriminalunterkommissar)
- Криминалькомиссар (Kriminalkommissar)
- Криминальоберкомиссар (Kriminaloberkommissar)
- Криминальгаупткомиссар (Kriminalhauptkommissar)
- Криминальрат (Kriminalrat)
- Оберкриминальрат (Kriminaloberrat)
- Криминальдиректор (Kriminaldirektor)

## Личный состав

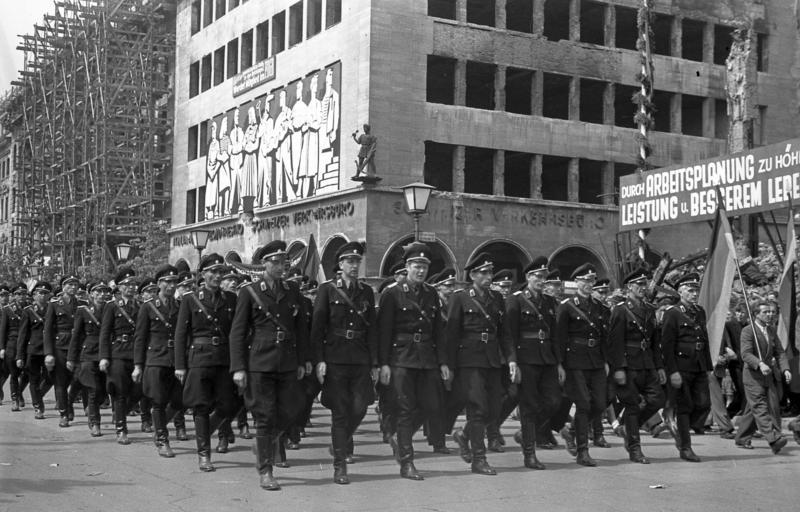
Парад полиции Берлина, 1 мая 1949 году
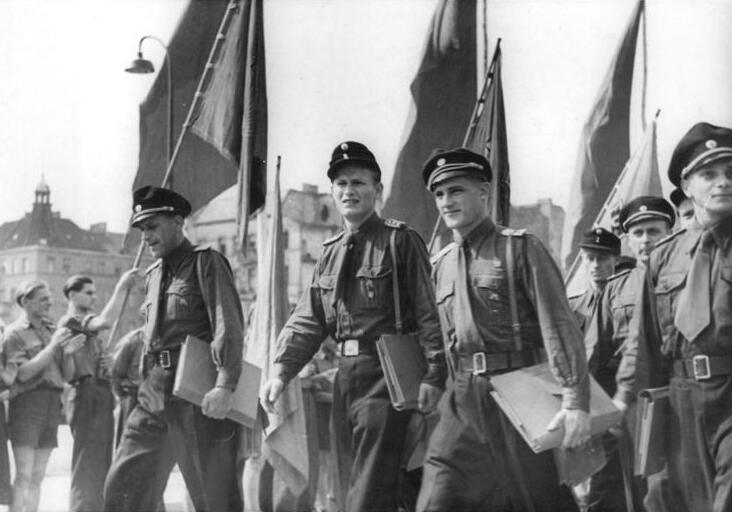
Делегаты Народной полиции перед залом конгресса в Берлине, 1950
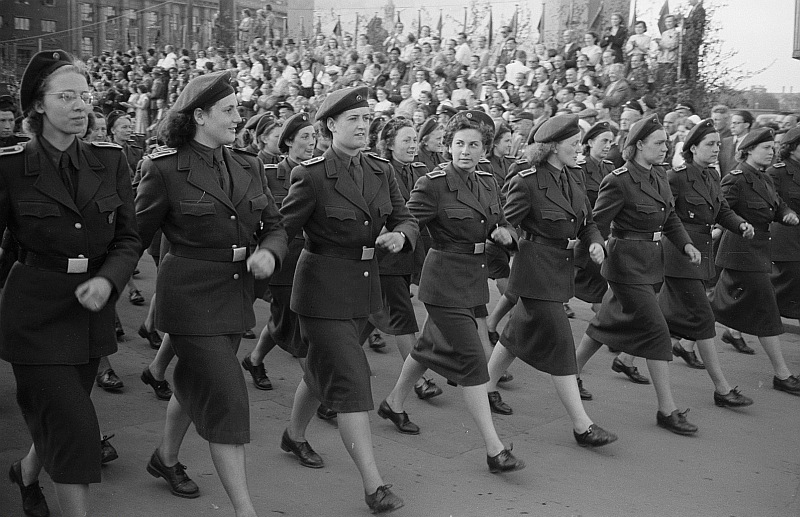
Сотрудники Народной полиции на параде в Лейпциге, 1953
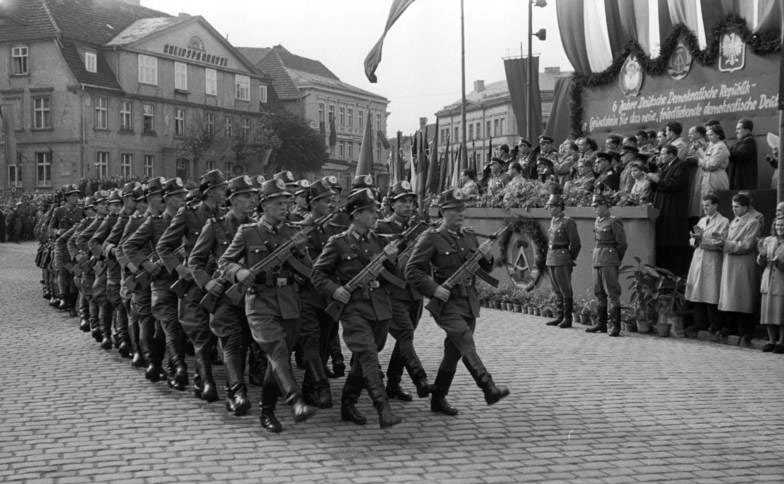
Сотрудники Народной полиции на параде в Нойштрелиц, 1955
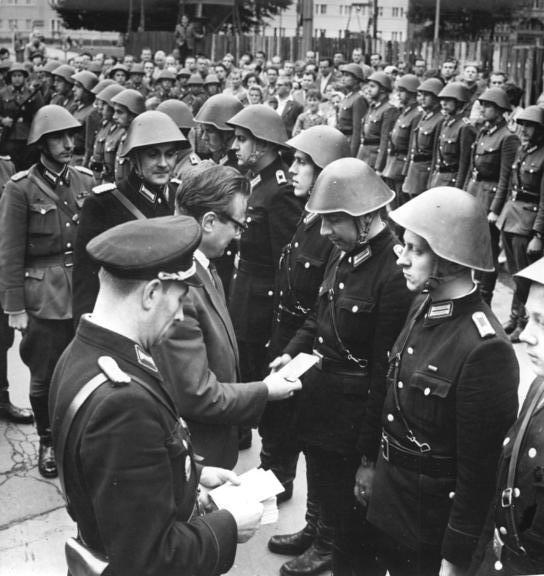
Сотрудники Народной полиции на построении в Берлине, 1961
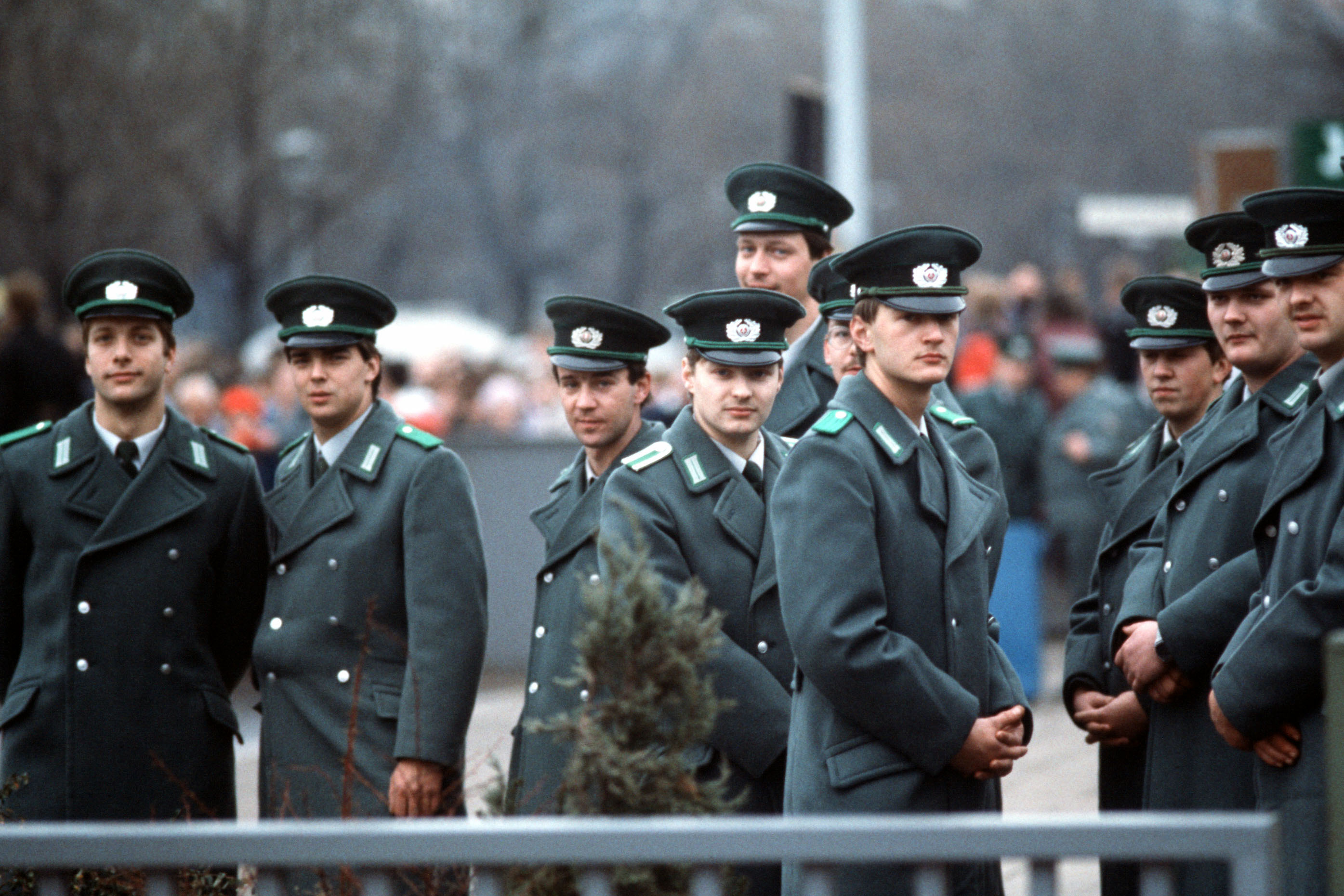
Сотрудники Народной полиции у Бранденбургских ворот, 1989
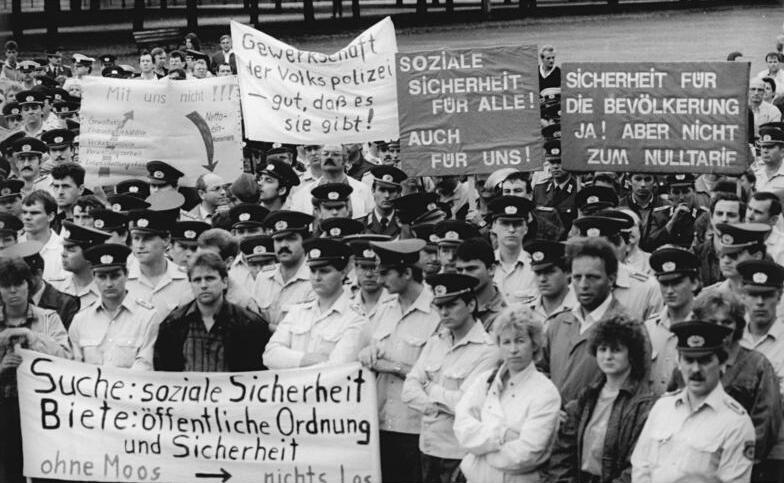
Демонстрация Союза народной полиции, 1990
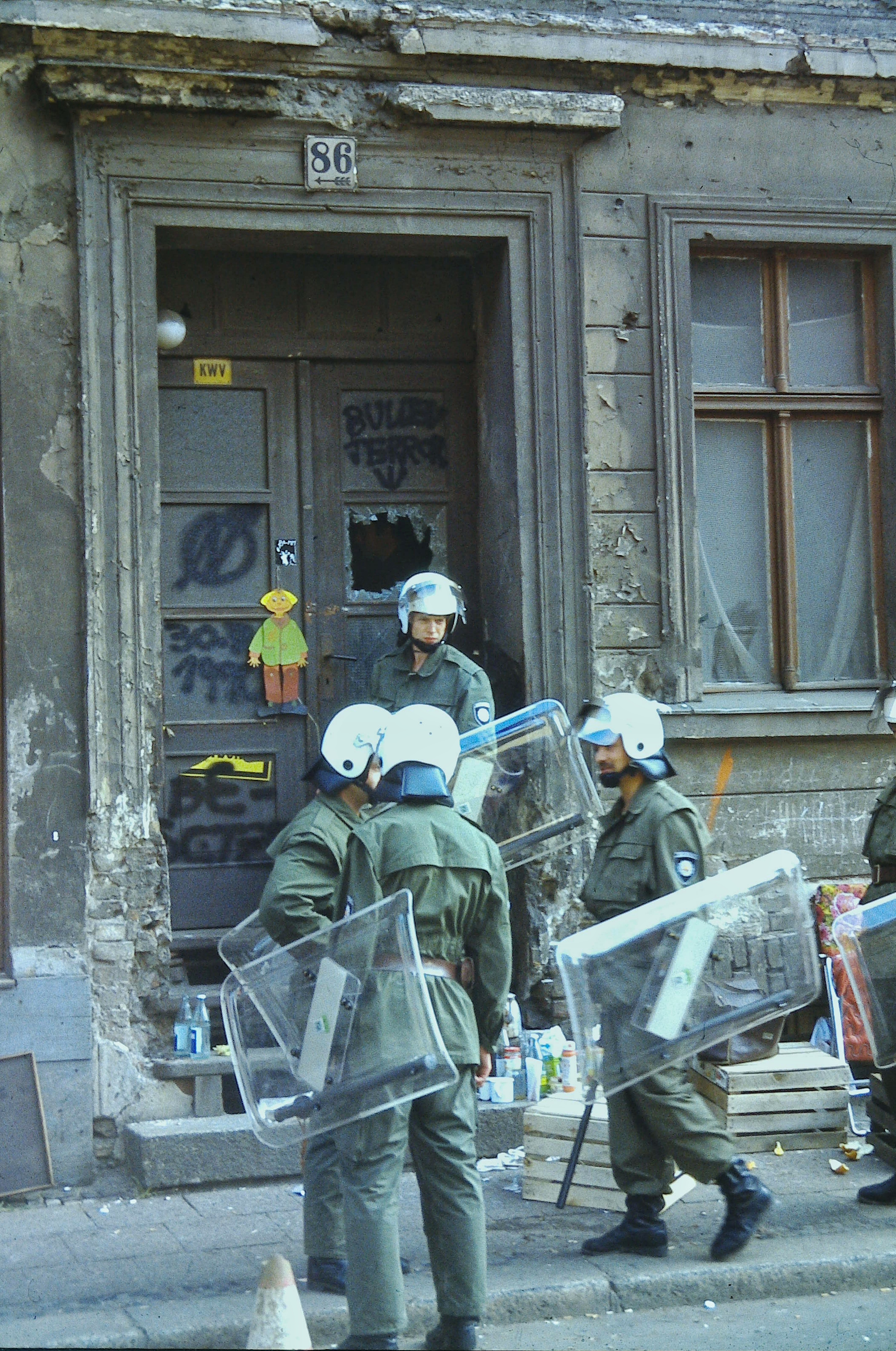
Рейд против сквоттинга, 1990

## Транспорт

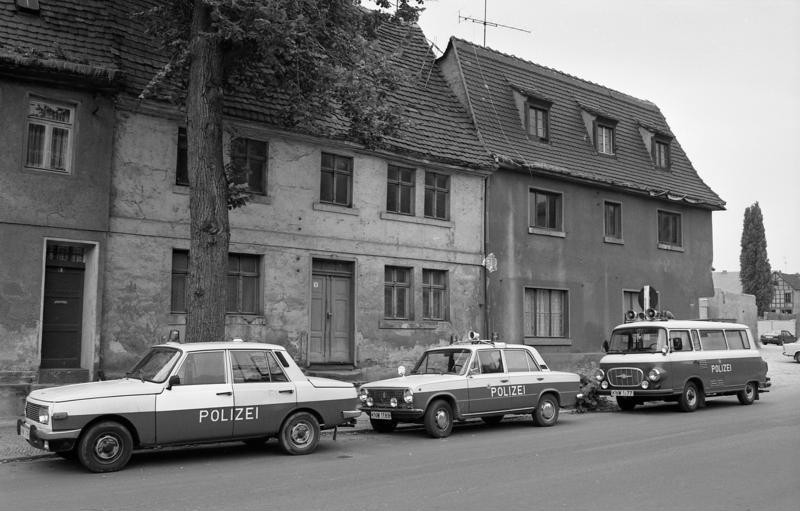
Бывшие автомобили Народной полиции в полиции Германии
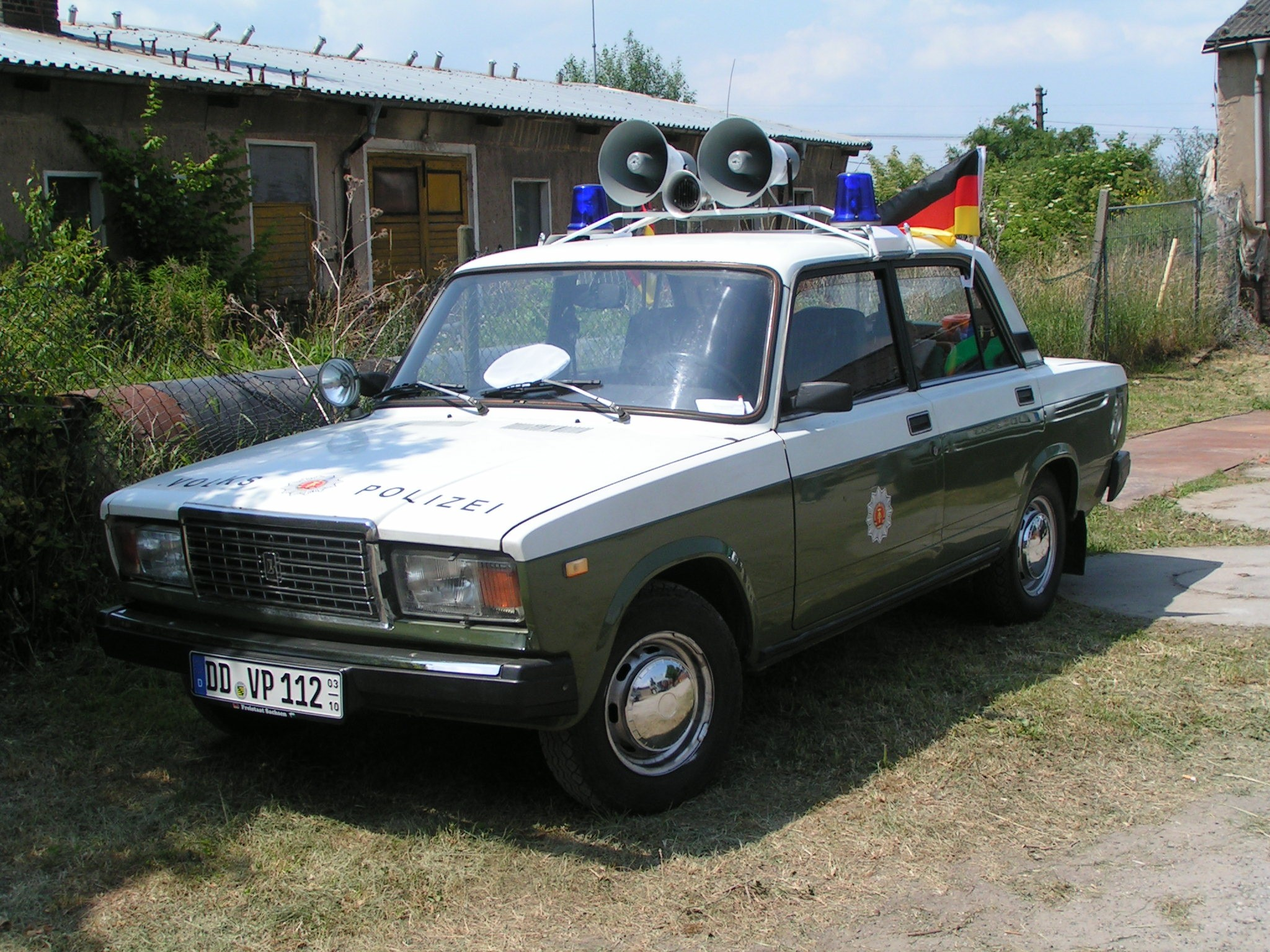
ВАЗ-2107 Народной полиции
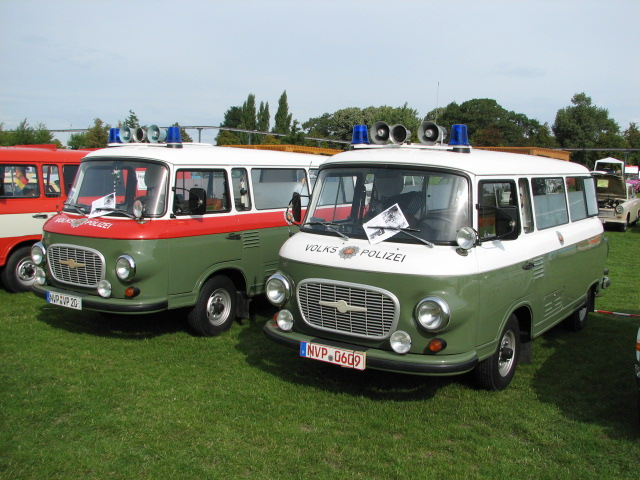
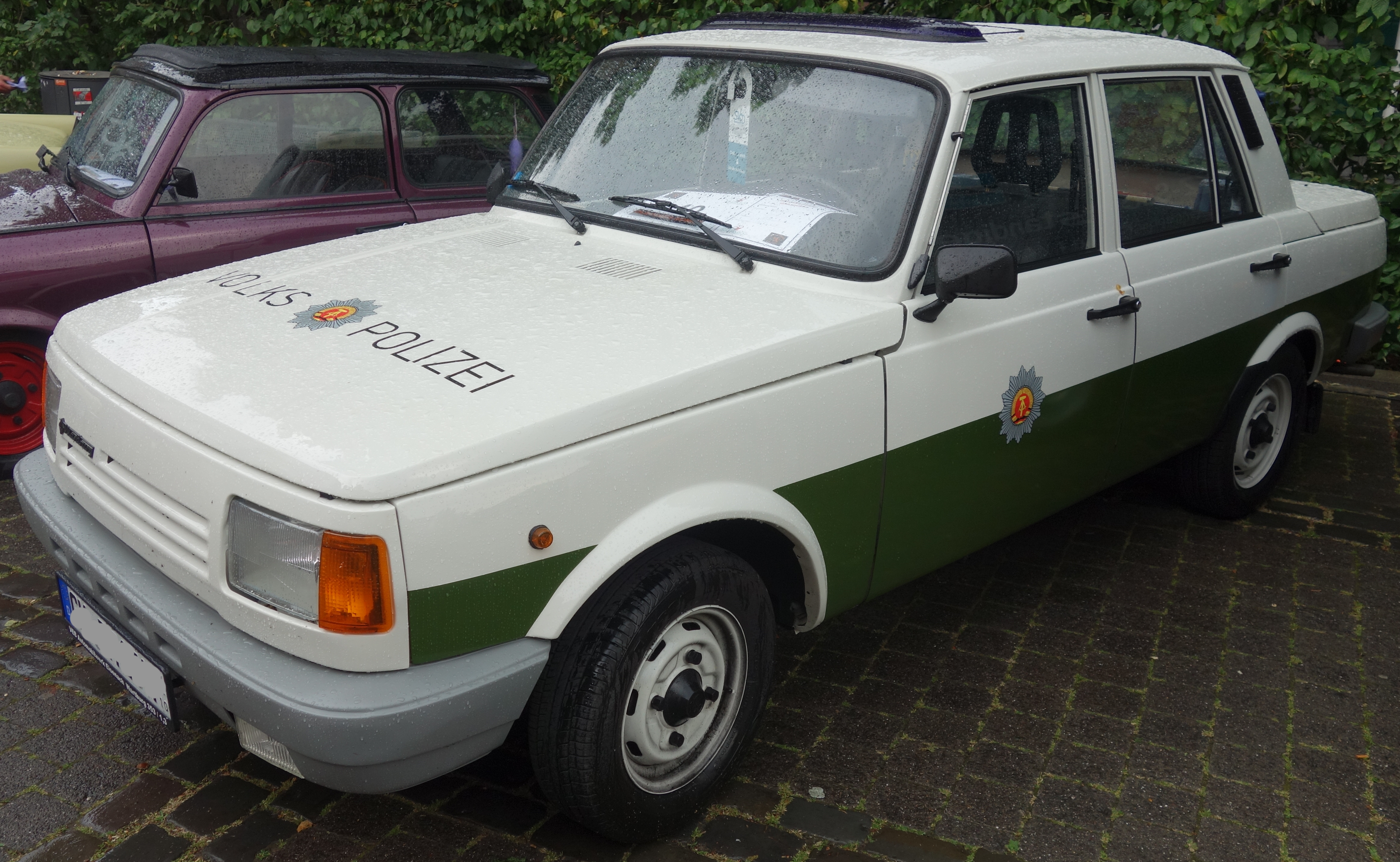
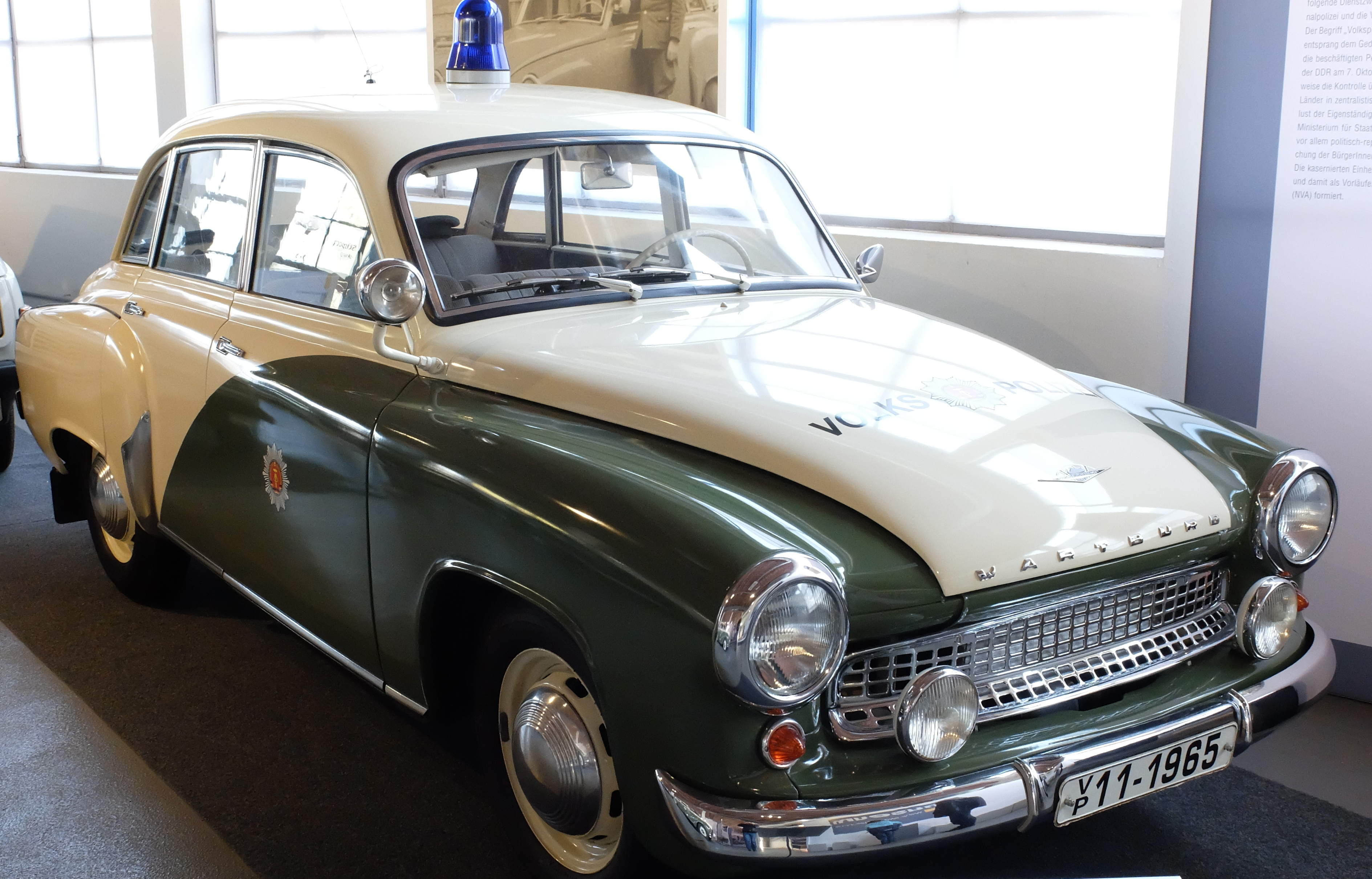
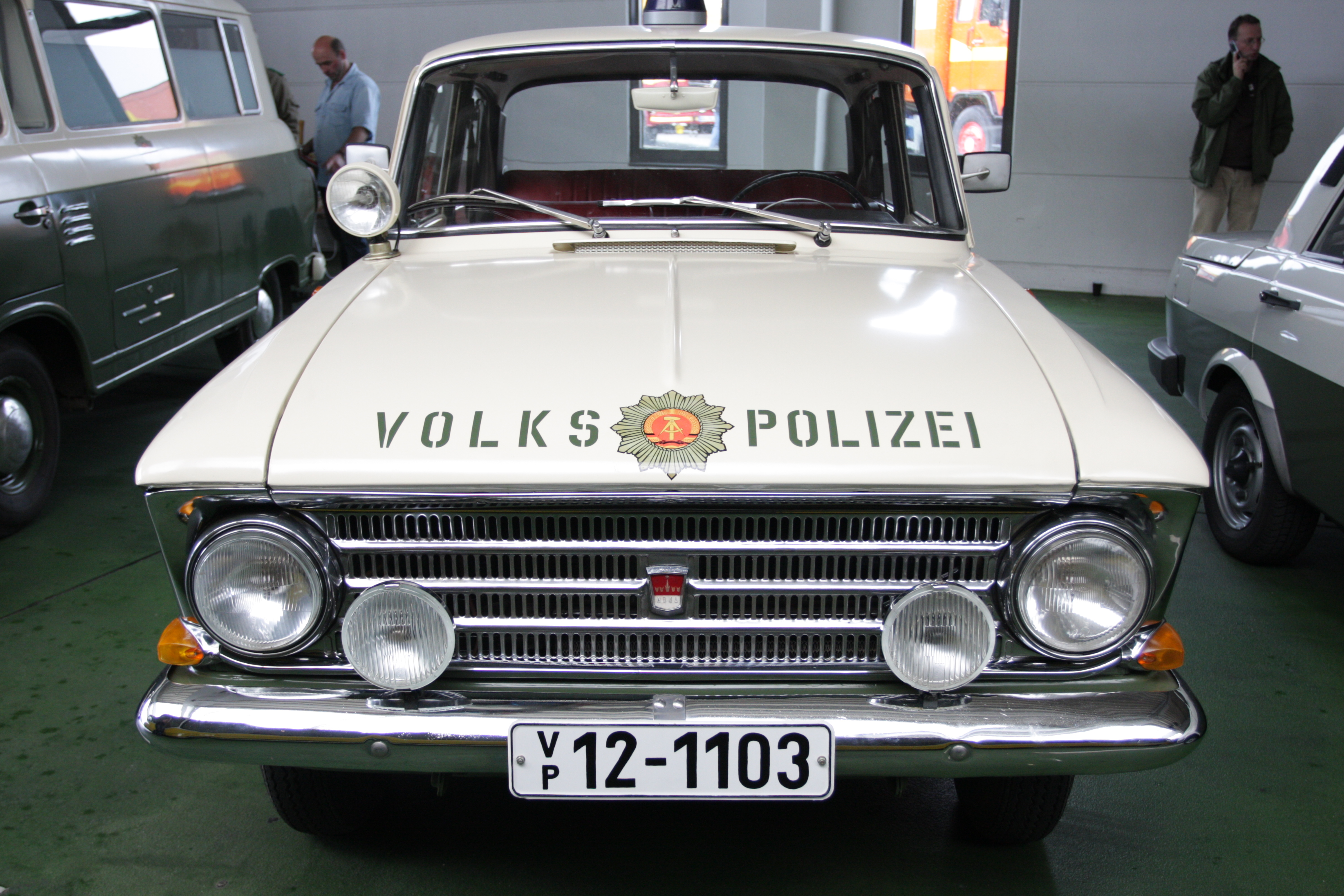
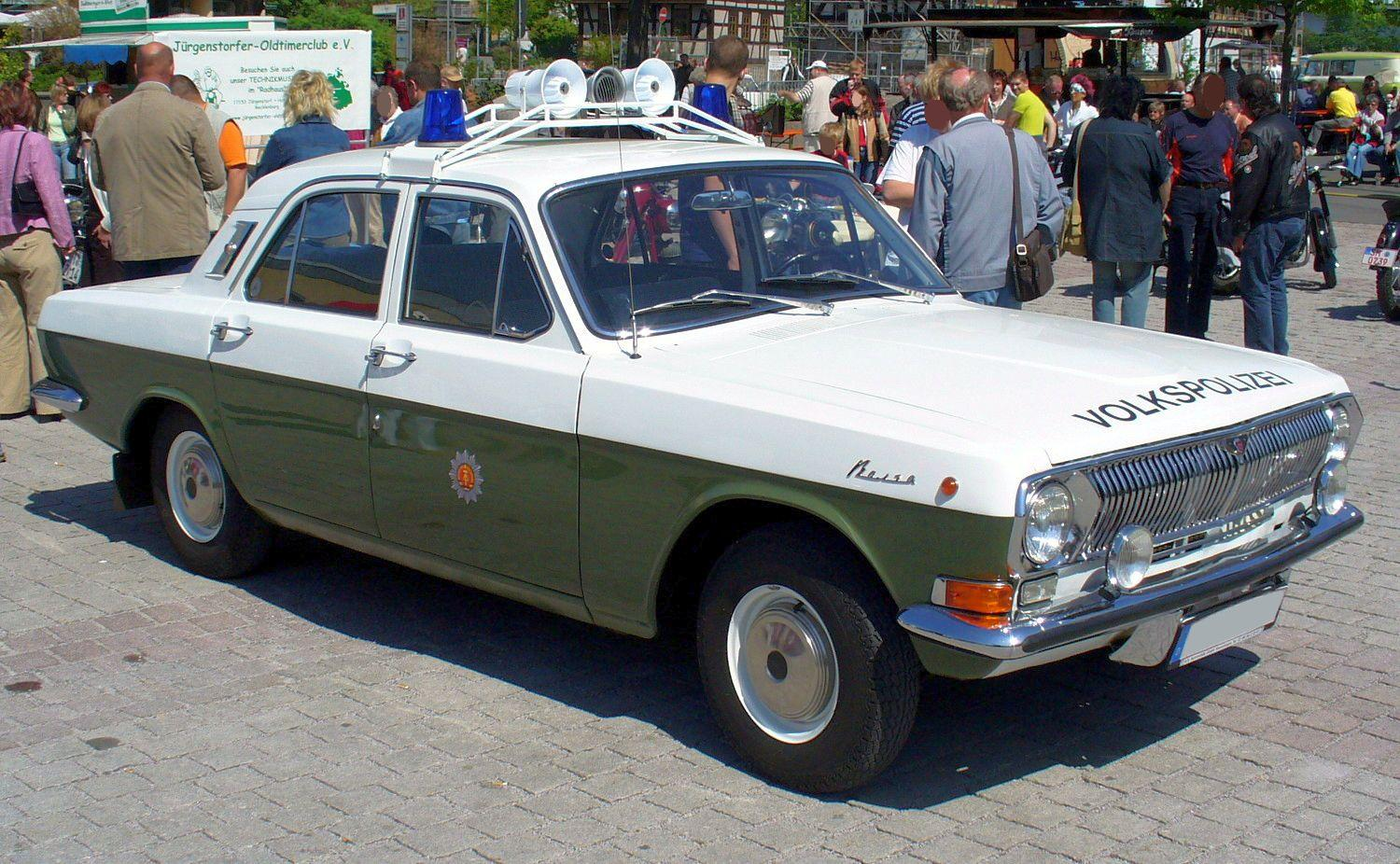
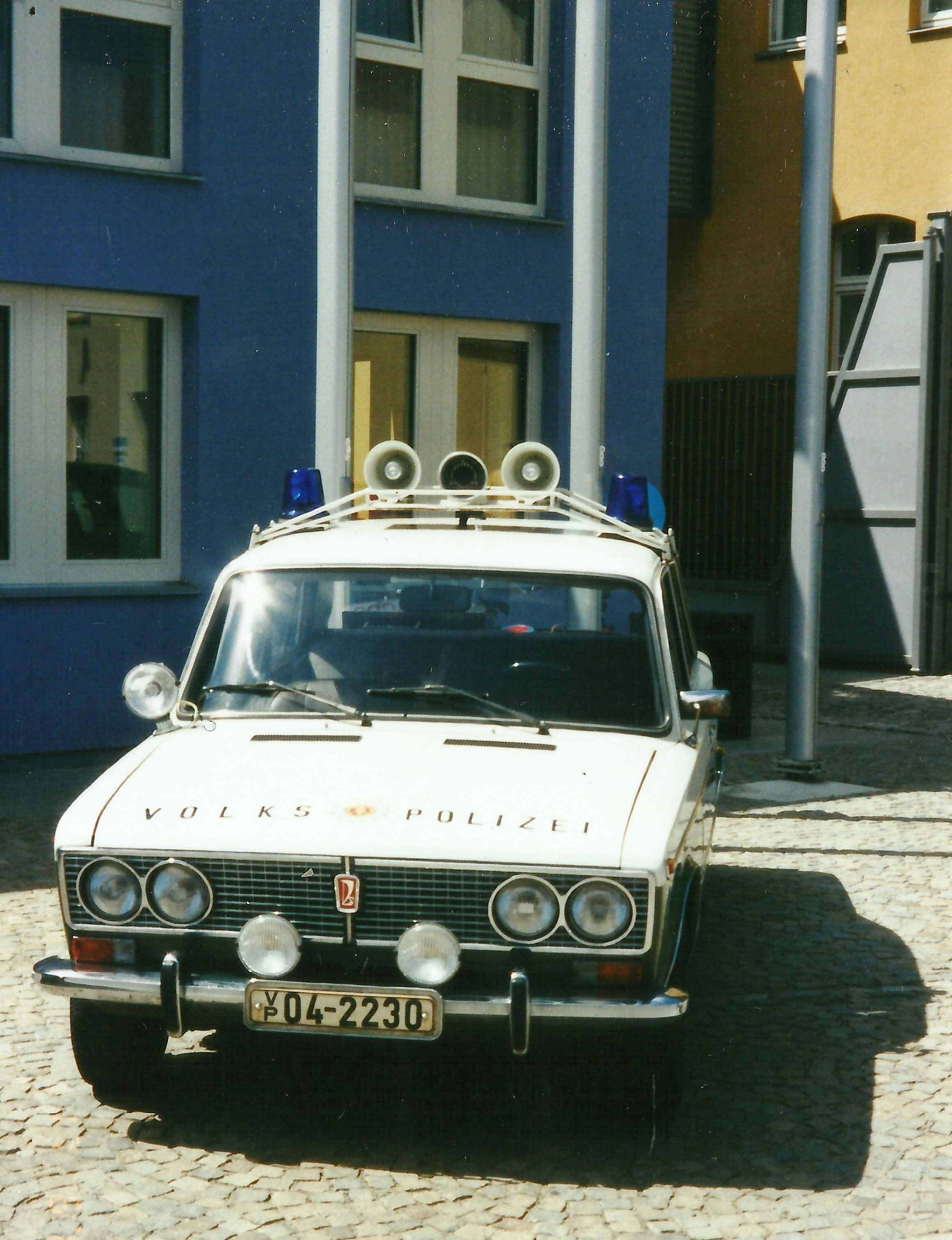
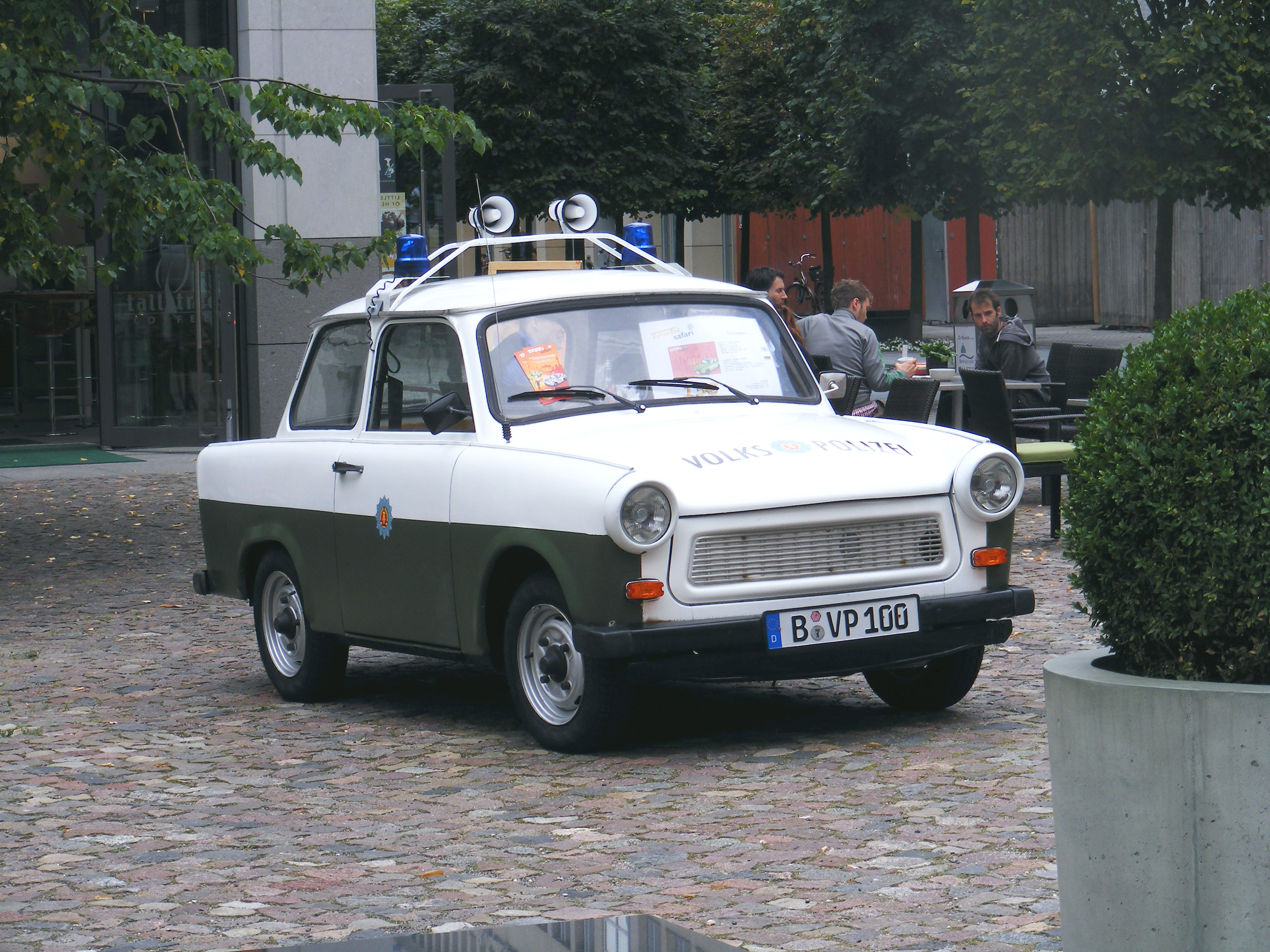
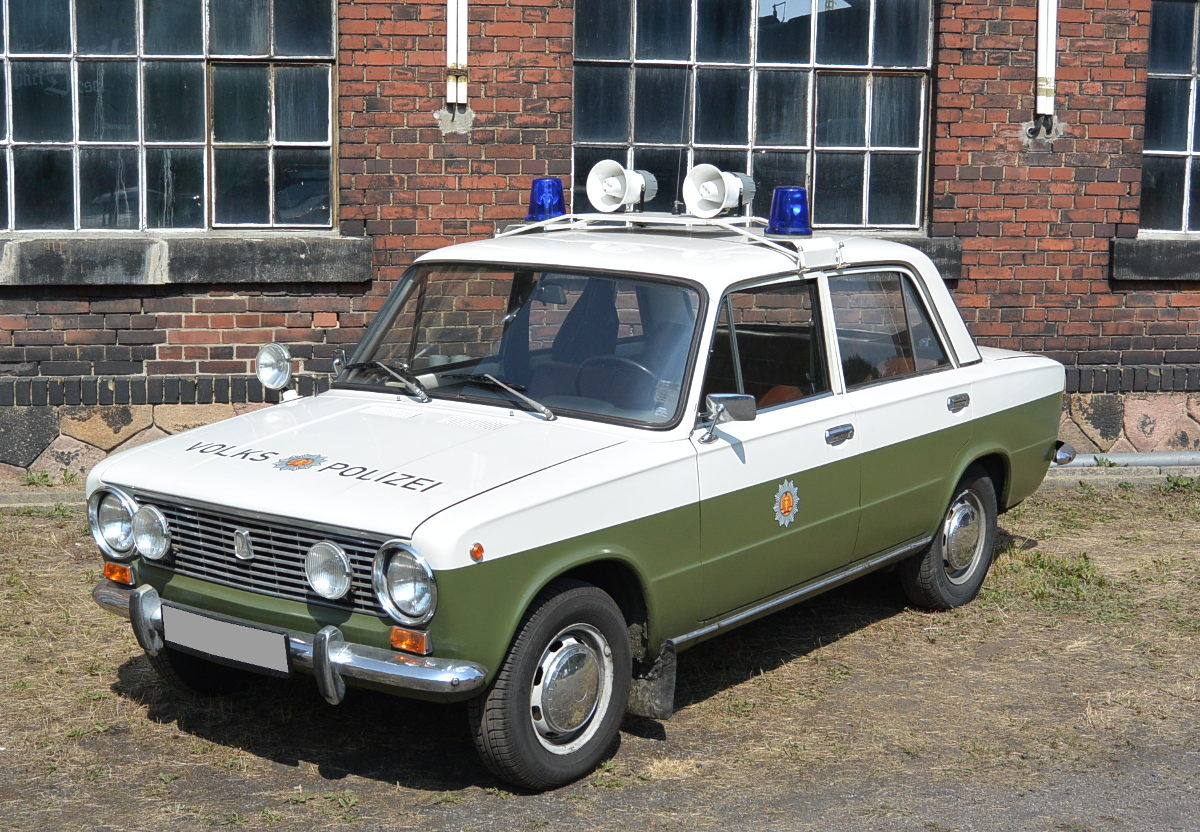
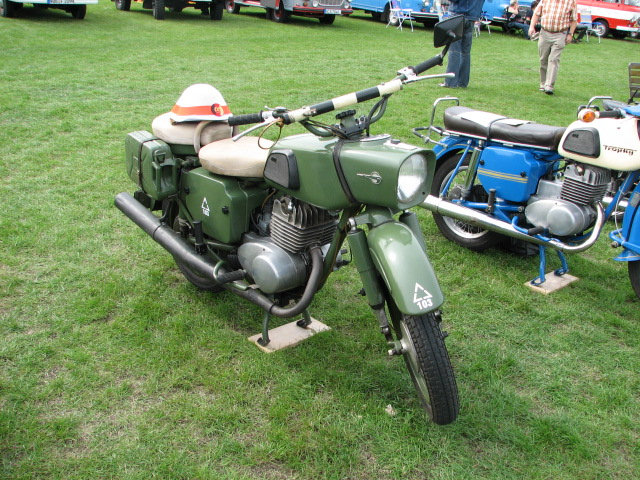
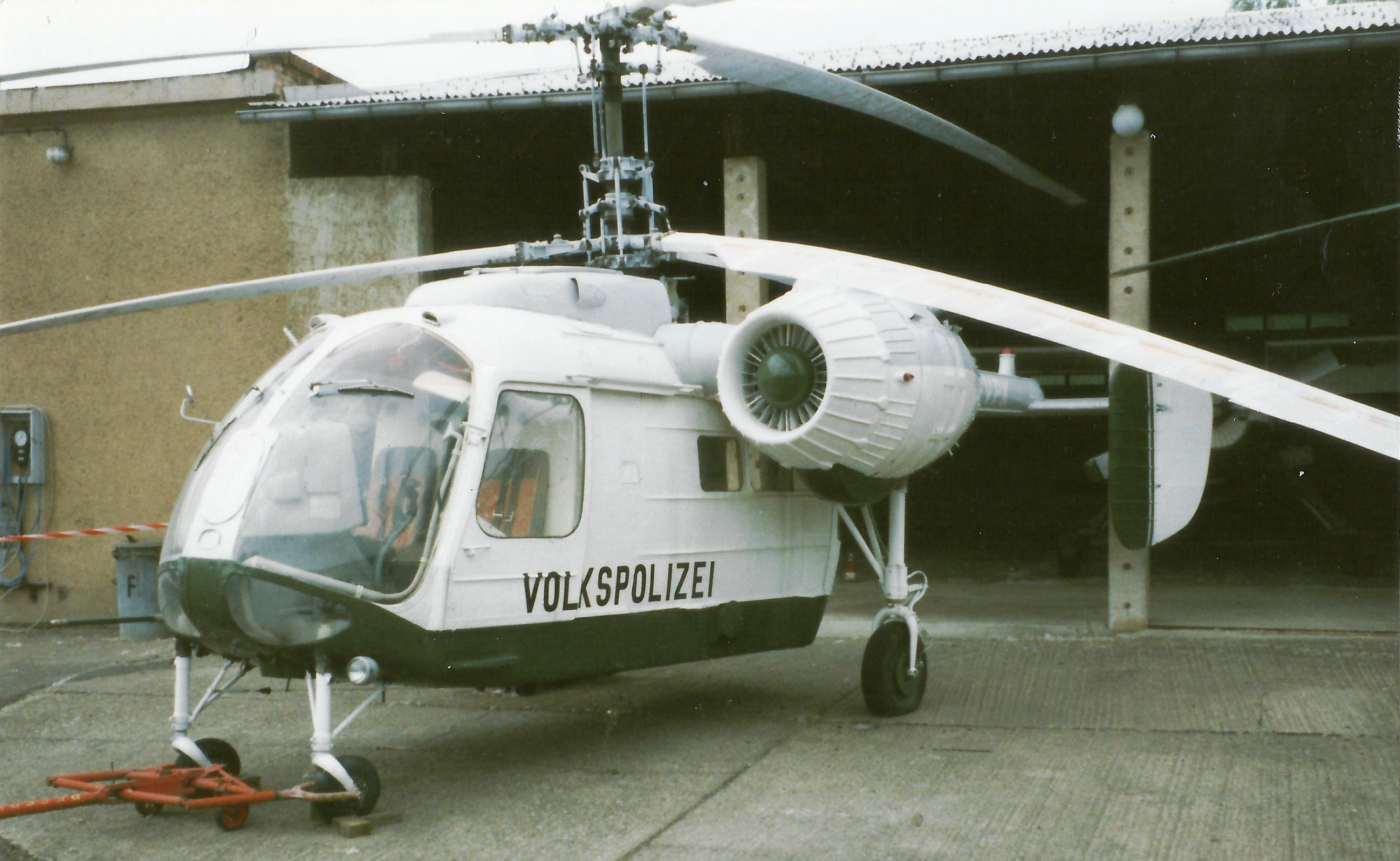